# Páleček
Páleček je vesnice, část obce Klobuky v okrese Kladno ve Středočeském kraji.

## Historie
První písemná zmínka o vesnici pochází z roku 1352.
Dětství zde prožil Jan Vella, československý stíhací a bombardovací pilot, jehož rodiče odsud pocházeli.

## Obyvatelstvo
| Rok            | 1869 | 1880 | 1890 | 1900 | 1910 | 1921 | 1930 | 1950 | 1961 | 1970 | 1980 | 1991 | 2001 | 2011 | 2021 |
| -------------- | ---- | ---- | ---- | ---- | ---- | ---- | ---- | ---- | ---- | ---- | ---- | ---- | ---- | ---- | ---- |
| Počet obyvatel | 328  | 323  | 329  | 276  | 296  | 280  | 259  | 201  | 167  | 166  | 157  | 121  | 128  | 135  | 140  |
| Počet domů     | 55   | 58   | 61   | 61   | 64   | 64   | 65   | 65   | 98   | 60   | 51   | 60   | 59   | 62   | 64   |

## Obecní správa
Při sčítání lidu v letech 1850–1979 Páleček byl samostatnou obcí, se kterým patřil nejprve do okresu Slaný, ale od roku 1960 v okrese Kladno. Od 1. ledna 1980 je částí obce Klobuky v okrese Kladno. Od 1. července 1960 do 31. prosince 1979 k obci patřily Čeradice.

## Pamětihodnosti
- Kostel Navštívení Panny Marie (kulturní památka ČR)